# Chimica (Ditonellapiaga e Donatella Rettore)
Chimica è un singolo delle cantanti italiane Ditonellapiaga e Rettore, pubblicato il 3 febbraio 2022 come primo estratto dalla riedizione del primo album in studio di Ditonellapiaga Camouflage. Il brano è stato inoltre inserito nella raccolta di Rettore Insistentemente Rettore!.
Il brano è stato eseguito in gara al Festival di Sanremo 2022 durante la seconda serata della kermesse musicale. Al termine del Festival il brano si è posizionato alla sedicesima posizione della classifica finale.

## Descrizione
Il brano, scritto dalle stesse cantanti, è stato descritto da Ditonellapiaga in un'intervista con Rolling Stone Italia:
Rettore, intervistata da Sky TG24 ha raccontato:
Il pezzo è stato inserito anche nella lista tracce dell'album Antidiva putiferio di Donatella Rettore, uscito il 10 gennaio 2025.

## Accoglienza
Francesco Chignola di TV Sorrisi e Canzoni ha definito la collaborazione come «l'incontro generazionale tra due artiste intelligenti e provocatorie» descrivendola «una vera fuga pop, dall'anima punk, che ci ricorda con ironia che tutto nella vita, l'amore incluso, «è una questione di chimica»».
Il Messaggero si sofferma sul testo del brano, scrivendo che si tratti di «una esaltazione dell’amore fisico, del sesso libero senza inibizioni». Anche Francesco Prisco, scrivendo per Il Sole 24 Ore, definisce il testo «ammiccante» e facilmente memorizzabile per gli ascoltatori.
Vincenzo Nasto di Fanpage.it riporta che la canzone «riesce a racchiudere le anime delle due cantanti» definendola «irriverente e trasgressiva, in cui la componente fisica e chimica nel rapporto tra due persone viene raccontato con ironia». Alessandro Genovese di All Music Italia definisce il brano «sessuale, [...] fuori da ogni pudore o da ogni retorica dell’amore» poiché «c’è un bisogno della carne che non conosce moralismi, che va detto onestamente, anzi va celebrato».

## Video musicale
Il video musicale, diretto da Riccardo Salvi, è stato pubblicato il 3 febbraio 2022 sul canale YouTube dell'etichetta discografica BMG Italy. Il 5 febbraio 2022 il video ottiene il "Premio SIAE-Roma Videoclip Rivelazione" al Premio Roma Videoclip per la sua originalità.

## Tracce
Testi di Margherita Carducci e Donatella Rettore, musiche di Margherita Carducci, Alessandro Casagni, Benjamin Ventura, Edoardo Castroni e Valerio Smordoni.
1. Chimica – 3:01

## Successo commerciale
A sole tre settimane dalla fine della kermesse sanremese il singolo ha conquistato il disco d'oro per le 50 000 unità vendute, grazie al download digitale e allo streaming, posizionandosi al nono posto nella top ten.
Il 9 maggio 2022 il singolo viene certificato disco di platino per il superamento delle centomila copie vendute.

## Classifiche

### Classifiche settimanali
| Classifica (2022) | Posizione massima |
| ----------------- | ----------------- |
| Italia            | 9                 |

### Classifiche di fine anno
| Classifica (2022) | Posizione |
| ----------------- | --------- |
| Italia            | 82        |